# Ламач, Карел
Карел Ламач (чеш. Karel Lamač, 27 января 1897, Прага — 2 августа 1952, Гамбург) — чешский режиссёр, сценарист, редактор, писатель, певец и актёр.

## Биография
Родился в семье фармацевта.
Обучался фармакологии. Был дирижёром филармонического оркестра и престидижитатором в любительской труппе. Во время Первой мировой войны жил в Дрездене, по возвращении на родину в 1919 году основал киностудию и снял по собственному сценарию фильм «Сумасшедший жених», в котором принял участие также в качестве актёра.
Первые немые фильмы режиссёра принесли внимание зрителей и специалистов. Карел Ламач, актриса Анни Ондра, режиссёр Вацлав Вассерман и оператор Отто Хеллер составили так называемую Большую четвёрку чешского кинематографа в период между двух мировых войн. После появления звукового кино пользовались успехом его комедии, созданные в сотрудничестве с комиком Властом Бурианом и учеником Карела Ламача, режиссёром Мартином Фричем.
Когда угроза нацистского вторжения стала очевидной, эмигрировал в Голландию, затем в Бельгию и Францию. После поражения Франции перебрался в Англию, служил в отделе пропаганды Военно-воздушных сил Великобритании.
После Второй мировой войны вернулся на родину, но после прихода к власти коммунистического правительства вновь эмигрировал. Жил и работал во Франции, несколько лет жил в США. После завершения карьеры переехал на постоянное место жительства в Западную Германию.
За время своей активной деятельности снял более ста фильмов.
Умер 2 августа 1952 года в Гамбурге, в возрасте пятидесяти пяти лет, после тяжёлой болезни.

## Избранная фильмография
- 1919 — Vzteklý ženich
- 1919 — Akord smrti
- 1920 — Gilly poprvé v Praze
- 1920 — Стёршееся письмо (актёр)
- 1920 — Золотая женщина (актёр)
- 1921 — Otrávené světlo
- 1922 — Drvoštěp
- 1924 — Bílý ráj
- 1924 — Chyťte ho!
- 1925 — Karel Havlíček Borovský
- 1925 — Lucerna
- 1925 — Hraběnka z Podskalí
- 1926 — Dobrý voják Švejk
- 1926 — Švejk na frontě
- 1926 — Velbloud uchem jehly
- 1926 — Pantáta Bezoušek
- 1927 — Sladká Josefínka
- 1927 — Květ ze Šumavy
- 1928 — Dcery Eviny
- 1928 — Hřích
- 1929 — Hříchy lásky
- 1930 — Императорский и королевский фельдмаршал / C. a k. polní maršálek
- 1931 — Er und seine Schwester
- 1931 — On a jeho sestra
- 1931 — To neznáte Hadimršku
- 1932 — Лёличек на службе у Шерлока Холмса
- 1932 — Funebrák
- 1932 — Учитель Идеал / Kantor Ideál
- 1933 — Dobrý tramp Bernášek
- 1933 — Jindra, hraběnka Ostrovínová
- 1934 — Polská krev
- 1934 — Nezlobte dědečka
- 1936 — Na tý louce zelený
- 1936 — Postilion z Lonjumeau[1][2]
- 1937 — Důvod k rozvodu
- 1938 — Milování zakázáno
- 1938 — Ducháček to zařídí
- 1938 — Lucerna
- 1938 — Pozor, straší
- 1938 — Slávko, nedej se!
- 1939 — U pokladny stál